# 자비도비치

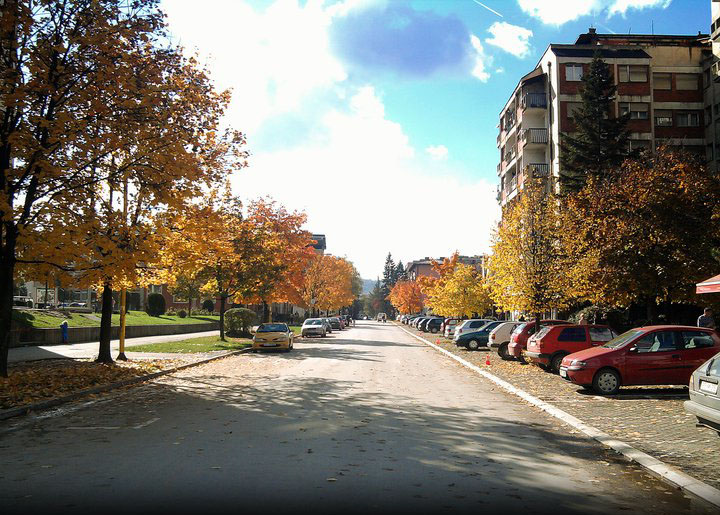
자비도비치

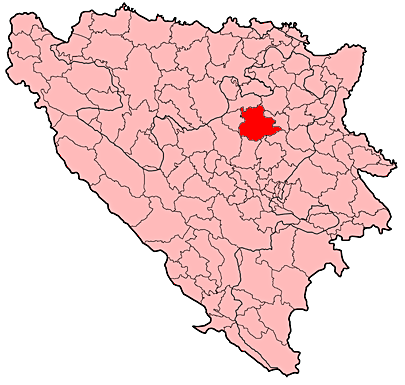
자비도비치의 위치

자비도비치(세르비아어: Завидовићи, Zavidovići, 보스니아어: Zavidovići, 크로아티아어: Zavidovići)는 보스니아 헤르체고비나 중부에 위치한 도시로 면적은 590.3km2, 인구는 40,272명(2013년 기준), 인구 밀도는 68명/km2이다.
행정 구역상으로는 보스니아 헤르체고비나 연방 제니차도보이주에 속한다. 제니차와 도보이 사이에 위치한다. 오스트리아-헝가리 제국 시대부터 목재 산업이 발달한 곳이다.